# Rafał Maćkowiak
Rafał Maćkowiak (sinh ngày 1 tháng 1 năm 1975 tại Opole) là một diễn viên người Ba Lan.

## Sự nghiệp
Rafał Maćkowiak tốt nghiệp Học viện Nghệ thuật Sân khấu Quốc gia Aleksander Zelwerowicz ở Warsaw vào năm 1999. Anh diễn xuất trên sân khấu tại  Nhà hát Studio ở Warsaw (1999-2002) và Nhà hát TR Warszawa (từ năm 2002).
Ngoài sự nghiệp diễn xuất trên sân khấu, Rafał Maćkowiak còn là gương mặt quen thuộc trong hàng chục bộ phim điện ảnh và phim truyền hình Ba Lan. Trong đó, anh nổi tiếng với các phim như: Na dobre i na zle (2000-2003), 33 sceny z życia (2008) và Londyńczycy (2008).

## Thành tích nghệ thuật
Dưới đây liệt kê một số phim điện ảnh và phim truyền hình nổi bật có sự góp mặt của Rafał Maćkowiak:
| Năm  | Tựa đề                    | Vai diễn    | Ghi chú |
| ---- | ------------------------- | ----------- | ------- |
| 1996 | Dzieci i ryby             | Zduń        |         |
| 1997 | Kochaj i rób co chcesz    | Krzywy      |         |
| 1998 | Gniew                     | Czacha      |         |
| 1998 | Amok                      | Maciek      |         |
| 1998 | Billboard                 | Kuba        |         |
| 2000 | Nie ma zmiłuj             | Piotr       |         |
| 2001 | Inferno                   | Wytatuowany |         |
| 2002 | Głośniej od bomb          | Marcin      |         |
| 2004 | W dół kolorowym wzgórzem  | Jarek       |         |
| 2005 | Masz na imię Justine      | Artur       |         |
| 2006 | Co słonko widziało        | Adrian      |         |
| 2006 | Cold Kenya                |             |         |
| 2007 | Środa, czwartek rano      |             |         |
| 2007 | Wieża                     | Adam        |         |
| 2008 | 0 1 0                     | Filip       |         |
| 2008 | 33 sceny z życia          | Tomek       |         |
| 2008 | Senność                   | Adam        |         |
| 2010 | Prosta historia o miłości | Aleks       |         |
| 2015 | Disco polo                | Maciek      |         |

| Năm         | Tựa đề            | Vai diễn        | Ghi chú |
| ----------- | ----------------- | --------------- | ------- |
| 2000-2003   | Na dobre i na złe | Jurek           |         |
| 2002-2003   | Kasia i Tomek     | Andrzej         |         |
| 2004        | Camera Café       | Cyryl Lipski    |         |
| 2007        | Ekipa             | Hubert          |         |
| 2008        | Londyńczycy       | Paweł Kozłowski |         |
| 2009        | Londyńczycy 2     | Paweł Kozłowski |         |
| 2011        | Głęboka woda      | Maks            |         |
| 2012        | Hotel 52          | Makary Wolski   |         |
| 2013        | Czas honoru       | Max Goodword    |         |
| Từ năm 2020 | Królestwo kobiet  | Marian Klin     |         |